# La Chevelure noire
La Chevelure noire – ou Jeune Fille brune assise – est un tableau réalisé par le peintre italien Amedeo Modigliani en 1918. Cette huile sur toile est le portrait à mi-corps d'une jeune femme aux cheveux noirs assise une main posée sur l'autre, la tête penchée vers sa droite. L'œuvre est conservée au musée Picasso, à Paris, en France.